# École de Laethem-Saint-Martin
L'École de Laethem-Saint-Martin est un groupe d'artistes de plusieurs générations qui se sont rassemblés dès la fin du XIXe siècle dans et autour du village de Laethem-Saint-Martin, situé sur la Lys, à quelques kilomètres au sud de Gand, en Belgique.
Paul Haesaerts, l'un des témoins privilégiés de cette époque, remarque cependant : « Il n'y eut peut-être pas tant attraction vers Laethem — attraction par le charme propre et l'humeur accueillante d'un village — qu'expulsion des artistes hors d'un organisme social qui, foncièrement, leur était hostile. Laethem n'aura probablement été qu'un point de fixation, un  « n'importe où », résultant à la fois d'une nécessité profonde et d'un hasard. Laethem aurait tout aussi bien pu être ailleurs ». 

## Prémices autour deBinus
Alors âgé de 40 ans, Albijn Binus Van den Abeele (1835-1918), qui depuis 1869 remplit les fonctions de bourgmestre de Laethem-Saint-Martin, abandonne en 1875 la littérature pour peindre des paysages de son terroir ; plus tard, ses toiles seront remarquées par les premiers artistes qui viendront se fixer dans son village.
Le musicien compositeur Paul d'Acosta (pseudonyme de Karel Van der Sloten 1848-1930) quitte Gand en 1876 et s'installe à Laethem où il va remplir jusqu'en 1904 les devoirs d'une charge notariale. Il quitte Laethem pour Gand en 1908.
En 1881 Jean Delvin est nommé professeur à l'Académie de Gand et en sera directeur de 1902 à 1913. La plupart des peintres et sculpteurs qui formeront plus tard la colonie de Laethem suivront ses cours ; tous tiendront en grande estime ce pédagogue.
Albijn Van den Abeele peint Paysage de Neige, une évocation de Laethem en 1882 et en 1885, il épouse une Laethemoise, Maria-Thérésia Moentjes. Il peint l'année suivante Le moulin à eau.
Émile Claus (1849-1924) établit en 1888 sa résidence sur les bords de la Lys, à Astene, village voisin de Laethem.
Le peintre Séraphin De Rijcke († 1915) s'installe à Laethem en 1892 et en 1893, le paysagiste Valerius De Saedeleer (1867-1941) quitte Afsnee, séjourne quelque temps à Laethem et se fixe à Gand.
Xavier De Cock, peintre précurseur de l'école de Laethem-Saint-Martin meurt en 1896 à Deurle.
Venant de Gand, l'amateur d'art Hector Van Houtte s'établit à Laethem en 1900 ; dans sa villa, il accueille les artistes.

## Premier groupe
« ... cette région qui s'étale près de la paisible Lys comme un enfant repose dans les bras maternels largement ouverts, quel est donc sa force latente ! D'où lui vient cette dignité suave, cette belle confiance qu'elle suscite pour calmer les peines les plus aiguës ? »(Karel van de Woestijne).

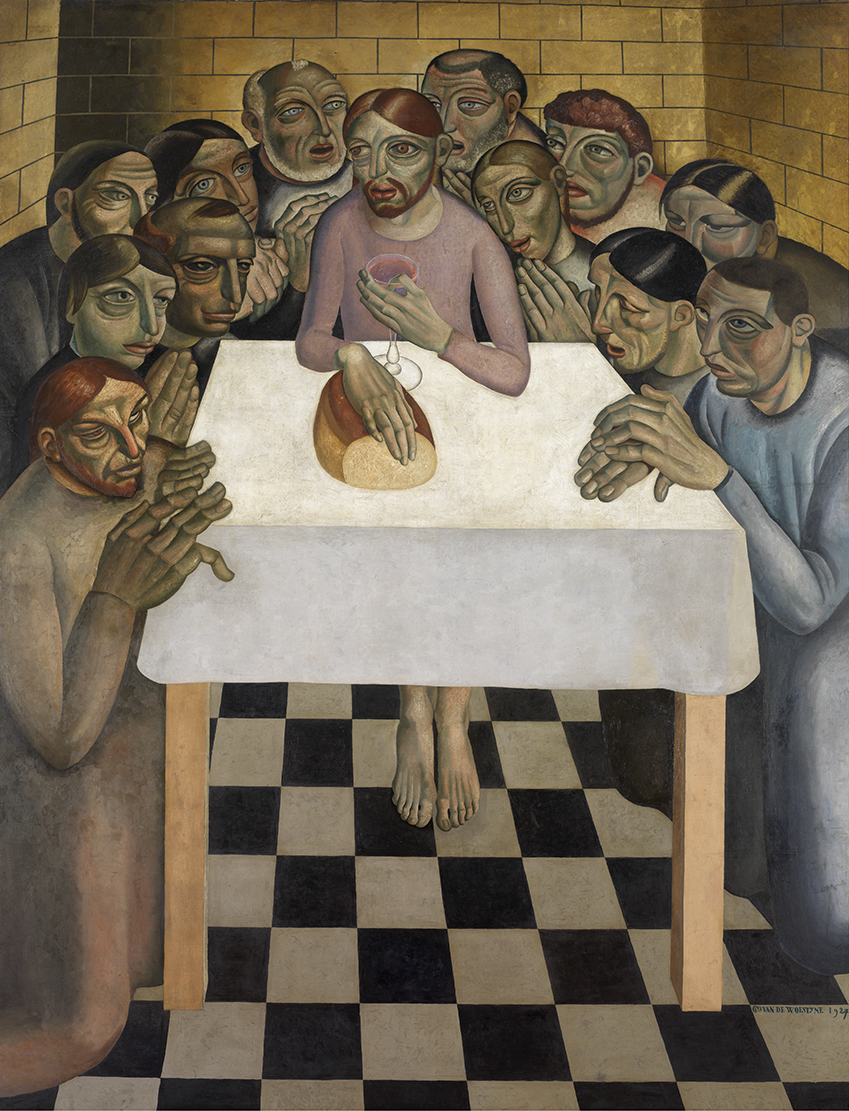
La Cène, Gustave van de Woestyne, 1927, Groeningemuseum.

À partir de 1898, l'attraction de Laethem s'accentue, dopée par le calme de la campagne, le retour à la nature, les facilités de logement fournies par Binus Van den Abeele. Comme les préraphaélites, ils cherchent leur inspiration dans le passé et plus particulièrement chez les Primitifs flamands, dont une grande rétrospective eut lieu à Bruges en 1902. Leurs œuvres teintées de mysticisme et de religiosité les rattachent au mouvement symboliste.
Venant de Gand en 1898, Valerius De Saedeleer s'y installe et incite ses compagnons, le peintre Maurits Niekerk (nl) (1871-1940) et le dessinateur et sculpteur George Minne (1866-1941) à l'y rejoindre. Venant de Bruxelles, George Minne s'installe définitivement à Laethem en 1899, où il sculpte le monument à Georges Rodenbach qui sera édifié à Gand en 1903. Venant de Gand, Jules De Praetere (nl) (1879-1947), qui a imprimé en 1899 Lenteleven de Stijn Streuvels, y installe ses presses en 1900 ; il y imprimera une série d'ouvrages néerlandais anciens et récents.
En 1899, les frères Karel (1878-1929) et Gustave van de Woestijne (1881-1947) rejoignent Laethem et s'y lient d'amitié avec Van den Abeele, Minne et de Saedeleer. La même année, Émile Claus (1849-1924) peint Vaches traversant la Lys. On y retrouve également le romancier de langue flamande Herman Teirlinck, le compositeur Karel van der Sloten.
Albijn Van den Abeele peint en 1900 Le bois de sapin, Valerius de Saedeleer Le sentier du moulin, Gustave Van de Woestijne Le portrait de Madame George Minne et Saint Dominique recevant le Rosaire des mains de la Vierge Marie. Venant de Gand en 1901, le peintre Alphonse Dessenis (1874-1952) s'installe à Laethem et y peint La rue de l'église, Valerius de Saedeleer quitte Laethem pour se retirer à Lissewege, d'où il reviendra en 1903. Cette même année se fonde à Laethem le cercle Open Wegen. Valerius de Saedeleer exécute quelques paysages qui révèlent une conception toute personnelle de l'impressionnisme et Van den Abeele peint La barque à voile sur la Lys, tandis que Maurits Niekerk et Jules De Praetere quittent Laethem. Sur le plan littéraire, Karel van de Woestijne publie son premier recueil de poèmes, Het Vaderhuis.
En 1904, Van den Abeele peint Le moulin de Laethem ; en peignant Soir calme sur la rivière, Valerius de Saedeleer abandonne sa technique déliée et superficielle pour s'appliquer à des paysages d'un style sévère. En 1905, de Saedeleer peint Hiver en Flandre, Van den Abeele L'église de Laethem, Gustave Van de Woestijne le Portrait du curé E.Van Wambeke, tandis que Dessenis peint le Portrait de Gustave Van de Woestijne. Albert Servaes (1883-1966) quitte définitivement Gand pour Laethem où, pendant neuf ans, il habitera chez le paysan Doorke ; il peint Soirée sainte, prélude à l'expressionnisme flamand. Sur le plan littéraire, Karel Van de Woestijne publie De boomgard der vogelen en der vruchten et, un an plus tard, quitte Laethem pour Ixelles.
De Saedeleer peint en 1907 Fin d'une journée grise et Le verger en automne, Gustave Van de Woestijne Le Christ eucharistique et Portrait du docteur Depla. En 1908, Karel Van de Woestijne publie Janus met het dubbele voorhoofd, George Minne entreprend une première série de dessins dont le thème principal sera La mère et l'enfant, Valérius de Saedeleer quitte Laethem pour Tiegem, Gustave Van de Woestijne épouse Prudence De Schepper, et la première édition de Reinaert de Vos — illustrée par Gustave Van de Woestijne — est publiée.
En 1909, Van den Abeele renonce à ses fonctions de secrétaire communal pour se consacrer entièrement à la peinture. Gustave Van de Woestijne peint Les deux printemps et quitte Laethem pour Louvain. En 1910, Karel Van de Woestijne publie Kunst en geest in Vlaanderenet De gulden schaduw  et son frère Gustave peint Portrait de ma femme, L'aveugle et dessine un portrait de son frère. En 1911, il peint Hora alba.
Van den Abeele peint Un coin de mon village en 1912. En 1913, Gustave Van de Woestijne s'établit au village de Tiegem où travaille Valerius de Saedeleer ; il y peint Tête de bonne d'enfant et, à la veille de la grande guerre, Le portrait de Valerius de Saedeleer et Dimanche après-midi.
En 1917, Albijn Van den Abeele peint Esseulement hivernal.
Réfugiés jusqu'alors à l'étranger, plusieurs peintres de la colonie de Laethem rentrent en Belgique en 1919 : Émile Claus s'installe à Astene, Valerius de Saedeleer à Etikhove, Gustave Van de Woestijne à Waregem où il peint La table des enfants. En 1920 : Gustave Van de Woestijne peint Le violoniste aveugle et exécute une fresque intitulée Donner l'hospitalité à l'étranger.
Émile Claus expose en 1921 à Bruxelles les nombreuses vues de la Tamise qu'il a peintes en tant que réfugié à Londres. À Waregem, Gustave Van de Woestijne compose Le Christ montrant ses plaies.
George Minne crée en 1922 le motif de son Christ eucharistique ; Dessenis quitte Laethem pour Wemmel et Gustave Van de Woestijne peint Les Buveuses de liqueur. En 1923 : George Minne sculpte L'adolescent à la coquille ; Gustave Van de Woestijne peint Gaston et sa sœur.
En 1924, Karel Van de Woestijne publie Zon in den rug. Groupant les œuvres de tous les expressionnistes de la colonie de Lathem, l'exposition Laethemsche Kunstenaarskolonie s'ouvre à Laethem dans l'ancien atelier de Gustave Van de Woestijne; André De Ridder y prononce le discours inaugural. Émile Claus meurt à Astene et est inhumé dans le jardin de sa villa; un monument funéraire dû au ciseau de George Minne et dénommé Réveil est érigé sur sa tombe.
Gustave Van de Woestijne peint en 1925 Le Christ offrant son sang et Fugue ; il quitte Waregem pour Malines où il est appelé en qualité de directeur de l'Académie malinoise ; il est aussi nommé comme professeur pendant trois ans à Bruxelles. Son frère Karel publie Beginselen der chemie. En 1926, Gustave Van de Woestijne est nommé professeur à Anvers et le restera jusqu'en 1947. Karel Van de Woestijne publie Het menschelijk brood, God aan zee et Het zatte hart .
Valerius de Saedeleer peint L'hiver en Flandre en 1927 ; Gustave Van den Berghe exécute une toile de très grand format, La dernière cène. En 1928, Gustave Van de Woestijne peint L'aveugle à la bouillie et dessine un portrait de son frère Karel.
George Minne sculpte Le grand porteur de relique et dessine des Pieta en 1929. Il est promu deux ans plus tard baron et sculpte La jeune femme au bain. En 1932, il sculpte Aspiration à la paix et en 1933, deux de ses statues réalisées en grandes dimensions, Maternité et Solidarité, sont placées dans le parc public de la commune de Boom.
En 1939 : Gustave Van de Woestijne abandonne ses fonctions de directeur de l'Académie de Malines, s'installe à Bruxelles et y compose Le Christ dans le désert.

## Deuxième groupe
Au début du XXe siècle, Frits van den Berghe (1883-1939), Gustave de Smet (1877-1943), Léon de Smet (1881-1966), Constant Permeke (1886-1952), Albert Servaes (1883-1966) sont élèves à l'Académie de Gand. Ils se réunissent au Patershol (nl), le quartier des nécessiteux et des artistes, nommé d'après un ancien couvent des Norbertins.
Frits van den Berghe excepté, ce sont des fils d'ouvriers soucieux surtout d'exercer un métier et de se ménager ainsi une petite place au soleil. Impécunieux, Servaes, van den Berghe, Permeke et Gustave De Smet sont logés à leur arrivée, moyennant un très modeste loyer, chez le fermier Ranschaert qui a transformé d'anciennes écuries en habitations pour saisonniers.
En 1899, Gustave De Smet fixe sa résidence à Deurle puis, en 1900, s'installe à Laethem où il s'adonne à une peinture d'esprit impressionniste. En 1903, Albert Servaes loue à Laethem une maisonnette où il se retire pour étudier la peinture ; dès l'année suivante, il partagera son nouveau logis avec Frits van den Berghe.
Frits van den Berghe quitte Gand en 1904 pour Laethem et y peint, à la manière des luministes La petite Ève et Intérieur blanc. En 1906, Léon De Smet quitte Gand pour Laethem ; il y reste fidèle à l'impressionnisme. Maurice Sys peint le Portrait de Gustave De Smet et Gustave De Smet peint Ma maison à Deurle et L'église de Deurle. Frits van den Berghe peint La Faune où se retrouvent des éléments de symbolisme germanique.
Maurice Sys (1880-1972) quitte Gand pour Laethem en 1907, mais n'a pratiquement pas de contact avec le premier groupe. Frits van den Berghe épouse Elvire Van Houtte et devient professeur à l'Académie de Gand. Albert Servaes peint L'enterrement chez les pauvres.
En 1908, Gustave De Smet quitte Deurle pour Laethem, où il continue à peindre selon les procédés luministes. En 1909, le sculpteur Carl De Cock (1879-1965) quitte Gand pour Laethem ; il enseignera le dessin à l'Académie de Gand jusqu'en 1940. Albert Servaes peint Les ramasseurs de pommes de terre— œuvre importante d'esprit expressionniste — et Léon De Smet Harmonie blanche. Constant Permeke s'installe à Laethem et y peint, Paysage d'été, le Portrait d'Eugène Ysaye et Femme vue de dos (Marietje). Le journaliste amateur et marchand d'art Paul-Gustave van Hecke réside durant un an à Laethem auprès des artistes du deuxième groupe, dont il se fera plus tard le défenseur enthousiaste.
Servaes peint Le mourant et dessine le Portrait de Permeke en 1910 et Gustave De Smet peint Laethem sous la neige. L'année suivante, Servaes peint Sursum corda et La résurrection de Lazare, Constant Permeke Ma fenêtre, le soir.
En 1912, Georges Minne devient professeur à L'Académie de Gand, Gustave De Smet peint Promenade le long de la Lys, portrait de sa femme. Constant Permeke épouse Marie Delaere (Mietje), peint L'hiver en Flandre et s'en va habiter Ostende. En 1913, Gustave De Smet peint Eva, Permeke dessine Portrait de ma mère et enfant et Clair de lune.
Servaes exécute au fusain en 1919 dans un style violemment expressionniste un Chemin de la croix et entreprend un Chemin de la croix peint qu'il terminera en 1922 ; Gustave De Smet peint Vue d'Amsterdam qu'il expose à Amsterdam ; Frits van den Berghe peint L'attente et La baraque de vérité et Permeke Le sermon dominical.
En 1920, Servaes peint une Pieta ; Gustave De Smet peint quelques œuvres capitales, Le pigeonnier, L'homme à la bouteille, La femme à la fenêtre, La promenade des amants; Permeke expose à Bruxelles; Frits van den Berghe peint Le peintre du soleil.
L'Église interdit en 1921 la présence du Chemin de la croix de Servaes dans les lieux publics de dévotion ; Gustave De Smet peint Malpertuis, La femme à la tasse de café, Les amoureux, Dimanche, Mère et enfant et La salle de danse ; à Ostende, Permeke entre dans une période d'intense création, il peint Femme de pêcheur, La kermesse et La femme au panier; Frits van deb Berghe peint Les pêcheurs au bord de la Lys.
Servaes peint en 1922 La mort de sainte Thérèse d'Avila ; Frits van den Berghe et Gustave De Smet rentrent définitivement en Belgique, après un séjour auprès de Permeke à Ostende, ils reviennent à Afsnee ; Gustave De Smet peint La jeune fille rousse, Pally et La parade ; Permeke peint Over Permeke; Frits van den Berghe peint Le portrait de Constant Permeke et La Lys. Le peintre Edgar Gevaert — qui a épousé Marie Minne — s'installe à Laethem.
En 1923, à Ostende où il habite avec Permeke, Gustave De Smet peint Le port d'Ostende, Le Dock d'Ostende, Les mangeurs de moules, Béatrice et à Afsnee, dans la maison qu'il partage avec Frits van den Berghe, Les fiancés, Le couple devant la porte et Le grand tir forain. Cantré (1890-1957) sculpte une tête à deux visages, l'un étant celui de Gustave De Smet, l'autre celui de Frits van den Berghe? Permeke peint Le pain noir, Les frères marins, et Les fiancés ; Frits van den Berghe, Le beau dimanche, La bonne auberge et La maison des peintres.
Gustave De Smet peint en 1924 L'adorateur de l'acrobate, Le cirque et Le peintre et sa femme; Frits van den Berghe exécute deux séries de gouaches, Aventure et La femme et peint La vie et Le pêcheur. En 1925, Gustave De Smet peint Les buveurs de café, L'estaminet, Le bateau de plaisance, Paysage de la Lys, Le braconnier et Le bouquet. Permeke devient membre de L'art contemporain d'Anvers et un voyage d'agrément d'environ trois mois le mène en Suisse où il brosse quelques paysages en guise de souvenir. Il peint L'homme au panier et La femme en prière. À Afsnee, Frits van den Berghe exécute de nouvelles séries de gouaches, Spectacles et La vie champêtre; il peint Vacances, Les danseurs, Le flûtiste et Le pauvre; peu après, il regagne Gand où il fera évoluer son art vers le surréalisme; chaque année, il rejoindra la région de Laethem à l'époque des vacances.
En 1926 : Après un séjour de plusieurs années en Angleterre, Léon De Smet s'établit à Deurle et Gustave De Smet s'installe à Afsnee dans la villa mise à sa disposition par son ami Van Hecke; éclaircissant sa palette, il peint Les baigneuses, Le jeune capitaine, L'accordéoniste, La ville, L'été et La bonne maison. À Gand, Frits van den Berghe compose Monstres, Les berges, L'idiot devant l'étang.
En 1927, Servaes dessine le Portrait du père Jérôme; Gustave De Smet peint Blues, La jeune fille à la fleur, Habitude de la lune, L'as de cœur et Henriette; Frits van den Berghe met la dernière main à L'homme des nuages, L'homme géographique et Le prisonnier. En 1928, Servaes exécute plusieurs portraits de moines de l'abbaye d'Orval. Fixé à Deurle, Gustave De Smet y peint des paysages animés, œuvres qui donnent du village flamand une vision paisible et pittoresque: Grand paysage aux vaches, La vie à la ferme, Le chasseur; s'inspirant par contre de certains aspects de la ville, il peint La loge, L'écuyère, Le canapé bleu et Le nu bleu. Constant Permeke peint La famille au chat, Dimanche, Lueur du soir et La roulotte. Frits van den Berghe peint La statue qui chante, Le beau mariage et Arbre.
Gustave De Smet s'installe en 1929 à Deurle dans la maison qu'il s'est fait construire au bord de la Lys; il y peint Le village et Printemps. Jules De Sutter (1895-1970) s'installe dans la région de Laethem et s'y lie d'amitié avec Gustave De Smet. A Jabbeke, Permeke se fait construire une grande maison comportant plusieurs ateliers et appelée De Vier Winden; il y peint La truie et Maternité. S'attachant de plus en plus à des visions de cauchemar, Frits van den Berghe peint Le poète assailli, Généalogie, Le domaine de l'amour et Le fils de la lune.
Servaes peint en 1930 Le triptyque de saint Antoine; Gustave De Smet un Nu assis au bord du lit, Les arracheurs de pommes de terre et un Paysage d'hiver. Permeke occupe sa nouvelle maison et peint Le faucheur et Hiver à Jabbeke. Frits van den Berghe peint La carriole, L'escarpolette et Choral. En 1931 : Servaes exécute au pastel un Autoportrait. Gustave De Smet peint Les amants, Nu à la fenêtre, Ferme en Flandre et Rêverie. Frits van den Berghe est attaché comme dessinateur au journal socialiste gantois Vooruit dont P.-G. Van Hecke est devenu le directeur. À Gand, fondation de la revue Kunst qui traite plus particulièrement des artistes de Laethem.
Servaes entreprend en 1932 son cycle de La vie de la Vierge, série de seize toiles qu'il mettra trois ans à parfaire. Gustave De Smet peint Le grand bal et La femme au bouquet ; Frits van den Berghe, Hommage à Goya. Michel Seuphor publie Un renouveau de la peinture en Belgique flamande, essai centré sur la colonie de Laethem. En 1933 : Gustave De Smet peint Méditation et La kermesse au village. Permeke peint Le semeur, La femme au pain; Frits van den Berghe, La chute des saints.
Gustave De Smet peint en 1934 Les ramasseurs de pommes de terre et Mon atelier. Permeke dessine Les deux sœurs et peint L'étable ; Frits van den Berghe peint Le manège de chevaux de bois. En 1935, Servaes termine le cycle de la Vie de Marie et entreprend un Chemin de la croix destiné à l'abbaye d'Orval. Gustave De Smet quitte sa maison du bord de la Lys; il s'en fait construire une nouvelle, toujours à Deurle, mais en plein champ; il peint Jeune femme à sa toilette et La jeune fille en bleu. Permeke peint Le mangeur de pommes de terre et le Portrait de Gustave Van Geluwe (nl).
Permeke aborde la sculpture en 1936. Il modèle en terre glaise une figure de grandes dimensions, Marie-Lou, et taille dans le bois dur un Autoportrait. En 1937 : George Minne dessine La Vierge de l'Annonciation ; Gustave Van de Woestijne peint Le baiser de Judas. Sans annuler pour autant l'interdit lancé en 1921 contre ses Chemin de la croix, un décret de Rome permet d'exposer dans des lieux publics de dévotion les œuvres peintes désormais par Servaes. Gustave De Smet peint La fillette en rose, Le nu à la chaise et un Autoportrait.
Servaes devient membre de l'Académie flamande de Belgique en 1938 ; un de ses Chemin de croix va au couvent des annonciades à Heverlee, un autre à l'abbaye d'Orval. Léon De Smet peint Deurle sous la neige. Gustave De Smet peint Le modèle à l'atelier et La jeune fille au bouquet. Jozef Cantré (1890-1957) entreprend le Monument à Édouard Anseele destiné à la ville de Gand.
Frits van den Berghe peint en 1939 Le couple, Le cavalier de rêve, Défilé et Le masque. Gustave De Smet peint La nature morte à la cafetière blanche et La nature morte aux harengs. En 1940, Servaes exécute un nouveau Chemin de la croix destiné à l'église de Boven-Leeuwen en Hollande. Au début de la guerre, Gustave De Smet se réfugie durant quelques mois en France, mais rentre bientôt à Laethem; il peint la Jeune fille au chapeau jaune.
Gustave De Smet peint en 1941 la Jeune fille à la jupe rayée et La jeune fille au bouquet. Permeke dessine le Grand nu couché. L'année suivante, Permeke peint L'orage puis en 1943 Le grand nuage et L'aurore ; Léon De Smet peintre en 1943 le Portrait de P.-G. Van Hecke. Gustave De Smet meurt à Deurle, une sculpture de Permeke est placée sur sa tombe au cimetière communal de Deurle.
Permeke sculpte en 1944 le Nu drapé et une Figure agenouillée. Il peinte en 1945 Paysage doré et Servaes gagne la Suisse par l'Allemagne et l'Autriche. Réfugié en Suisse, Servaes y peint en 1946 surtout des paysaages de montagne et des scènes relatives à la vie de Marie et de Jésus. En 1947, il s'installe à Lucerne et entreprend une série de toiles consacrées à La vie de la Vierge.
En 1948, Permeke perd sa femme ; en souvenir d'elle, il peint un tableau intitulé L'adieu. En Suisse, Servaes peint des paysages de montagne. En 1949, il sculpte un Nu couché qu'il destine à la tombe de sa femme et en 1950 sculpte Léa. Il peint en 1951 Paysage de Bretagne et sculpte Niobé. Il meurt en 1952 à Ostende et est inhumé à Jabbeke où une sculpture de George Minne est placée sur sa tombe.
Servaes peint en 1953 un Autoportrait.

## Intermède de laPremière guerre mondiale
Leurs contacts avec le fauvisme, le cubisme et l'expressionnisme hollandais marqueront leur évolution vers un expressionnisme profondément ancré dans la culture flamande, ce qui, en liaison avec les revendications culturelles flamandes de l'époque, contribuera à leur succès à partir de 1925, avant de subir la grande crise de 1929.
En 1914, la guerre disperse le groupe de Laethem : Émile Claus et Léon De Smet se rendent à Londres ; Minne, de Saedeleer et Gustave Van de Woestijne fixent leur résidence dans le pays de Galles ; gravement blessé à Duffel, Permeke est évacué en Angleterre et séjourne à Chardstock, Devonshire où il peindra Le buveur de cidre ; Gustave De Smet et van den Berghe se réfugient en Hollande ; seul Servaes reste à Laethem et y peint La maison de Door et Les disciples d'Emmaüs.
Gustave De Smet, Frits van den Berghe et André De Ridder assurent en 1915 la survivance du cercle Open Wegen. Ils prennent contact avec Henri Le Fauconnier et les peintres hollandais des groupes Hollandsche Kunstenaarskring et Het Sienjaal (Jan Sluijters, Charley Toorop, Léo Gestel) ; ils correspondent avec les artistes belges réfugiés en Angleterre, notamment avec Gustave Van de Woestijne et Permeke. Gustave De Smet peint La table bleue et Nature morte japonaise ; van den Berghe Vue de ville (triste), Amsterdam ; Servaes épouse la violoncelliste Anne-Marie Geeraert, il entreprend sa série Boerenleven et peint L'enterrement. À Saint-Denis-Westrem, mort du paysagiste Séraphin De Rijcke.
En 1916, sous l'influence de novateurs tels que le Français Le Fauconnier (1881-1946), les Hollandais Jan Sluijters (1881-1957), Leo Gestel (en) (1881-1941) et Charley Toorop (1891-1955), les Allemands Franz Marc (1880-1916) et Heinrich Campendonk (1889-1957), deux des peintres de l'école de Laethem — Gustave De Smet et Frits van den Berghe — abandonnent l'impressionnisme et s'orientent délibérément vers l'expressionnisme . Gustave De Smet dessine et peint Nu assis au bord du lit et Frits van den Berghe peint Le Semeur, sa première toile d'esprit nettement expressionniste. À Chardstock, Permeke peint L'étranger, toile qui avec celles de Servaes prélude à l'expressionnisme flamand.
A Londres, Émile Claus s'attache en 1917 à rendre dans ses toiles les jeux de la lumière sur la Tamise. Au pays de Galles, Gustave Van de Woestijne peint des œuvres de caractère allégorique parmi lesquelles L'infirme qui veut apprendre à marcher à un petit enfant. Permeke peint La moisson dans le Devonshire, toile dont le sujet est à peine perceptible, flambée de couleurs éclatantes qui annoncent la peinture informelle. Servaes peint Le noyé et Gustave De Smet peint La terre féconde et Femme de Spakenburg.
En 1918, Gustave Van de Woestijne peint Les dormeurs et La Flandre en exil, Servaes illustre le Récit de la Passion du prêtre flamand Cyriel Verschaeve. Gustave De Smet et Frits van den Berghe vivent à Blaricum (Hollande septentrionale) ; le premier peint Le village de pêcheurs (Spakenburg); le second, Les yeux, La ville et Les émigrés, tableau où il met en scène certains de ses compagnons de Laethem. Après plusieurs années passées en Angleterre, Permeke rentre en Belgique et séjourne quelque temps à Anvers avant de résider à Ostende où il reprend contact avec ses amis Gustave De Smet, Frits van den Berghe et P.-G. Van Hecke. Enfin, Binus Van den Abeele meurt à Laethem, âgé de 83 ans .

## Coup de pouce du mouvementSélection
La guerre 1914-1918 est terminée, on s'attend à monts et merveilles. Les peintres de la seconde génération de Laethem se trouvent précisément dans les conditions morales les plus favorables pour produire d'abondance. Autrefois rencontré à Gand puis à Laethem, le camarade littérateur Paul-Gustave Van Hecke est là fort à propos pour sonner le rassemblement des tendances inédites et se faire le meneur de la nouvelle et fougueuse équipe.
Au centre de Bruxelles, au 62 de la rue des Colonies on installe, sous le nom de Sélection sous-titré Atelier d'art contemporain, une boutique qui occupe un rez-de-chaussée et l'on aménage un entresol en petite salle d'exposition. On y verra figurer Laurencin et Picasso, Le Fauconnier et Matisse, Dufy et Foujita, Dufresne et Modigliani, les Hollandais Jan Sluijters, Charley Toorop et Leo Gestel (en), les Anglais Augustus John et Watson Williams, et parmi les peintres belges Ensor, Smits, Gustave et Léon de Smet, Permeke, Gustave van de Woestijne, Ramah, Servaes, Masereel, Jules De Bruycker, Cockx, Floris Jespers, Paul Joostens, Léon Spilliaert. Par manque d'appui, après deux ans d'activité le petit centre d'art est contraint de fermer ses portes, tandis que le mouvement Sélection se développe et ne cesse de s'affirmer grâce à la revue Sélection dont le premier numéro porte la date du 1er août 1920. Ses fondateurs sont Paul-Gustave Van Hecke et André De Ridder . Elle paraît de 1920 à 1930, dix ans de lutte constante, d'intransigeant anti-académisme et de jugements sévères à l'égard des milieux officiels, qui transforment finalement l'atmosphère artistique du pays. Trois noms sans cesse mis en vedette deviennent une sorte de slogan : ceux des trois camarades de Laethem Constant Permeke, Gustave de Smet et Frits van den Berghe. Expressionnisme flamand sera le nom donné par les directeurs de Sélection pour désigner l'art que — selon leurs vues — seuls les trois élus pratiquent en toute orthodoxie. Jules De Sutter et Hubert Malfait sont tenus sur les fonts baptismaux de Sélection et considérés par ce groupe comme réels continuateurs de l'esthétique prônée .

## Troisième groupe
À la suite de ces précurseurs de l'expressionnisme, un certain nombre d'artistes continueront à travailler en marge des courants dominants : Hubert Malfait (nl) (1898-1971), Albert Saverys (1886-1964), Joseph De Coene (1875-1950), Albert Claeys (1889-1967), Arie Van der Giessen (1896-1950), Armand Vanderlick (1897-1985), Victor Lorein (1894-1954), Jules Boulez (1889-1960), Jules De Sutter (1895-1970), Louis Pevernagie (1904-1970), le sculpteur et graveur Jozef Cantré (1890-1957) , Edgar Gevaert (1891-1965), Maurice Schelck (1907-1978), Fons Roggeman (1939- ).
En 1915, Albert Saverys inaugure sa carrière de peintre en exécutant une toile intitulée Arbres. Dès 1921, il peint à la manière expressionniste de ses amis peintres de la Lys et acquiert bientôt une réputation internationale. En 1917, Evariste De Buck est considéré comme l'un des artistes de l'école.
Le peintre, compositeur, écrivain et poète Edgar Gevaert — qui a épousé Marie Minne — s'installe à Laethem en 1922, dessine et fait construire la maison de style néo-renaissance — où ils élèveront leurs onze enfants — qui abritera ensuite le musée Gevaert-Minne (nl). En 1923, Hubert Malfait peint ses premières toiles expressionnistes, ce qui lui vaut le patronage de Sélection. Jozef Cantré sculpte une tête à deux visages, l'un étant celui de Gustave De Smet, l'autre celui de Frits van den Berghe.
En 1926, premier séjour d'Arie Van der Giessen dans son bateau amarré au bord de la Lys, il sera ainsi de passage jusqu'en 1931. Marc Chagall est reçu à Afsnee par les artistes de Laethem et des membres du groupe Les amis de Sélection. À Bruxelles, se fonde le cercle Les IX, dont sont membres Gustave Van de Woestijne, Gustave De Smet, Constant Permeke et Frits van den Berghe. Hubert Malfait peint Les amoureux.
Albert Saverys peint en 1927 Une marée fraîche ; Richard Minne (nl) publie le recueil de poèmes In den zoeten inval. En 1928, Armand Vanderlick et le poète de langue flamande Richard Minne (1891-1965) s'installent à Laethem.
Pendant l'hiver 1928-1929, Arie Van der Giessen rejoint Paris sur son bateau. Dès 1930, l'industriel courtraisien du meuble et peintre paysagiste Jozef De Coene invite sur ses bateaux 't Haantje et De Waterhoen voguant sur la Lys, les artistes de la région flamande . En 1930, quand il rentre en Belgique, Jozef Cantré vient habiter près de Laethem et là, pratiquant une manière qui participe d'un Jehan Polet, d'un Ossip Zadkine et d'un Oscar Jespers, il apparaît comme le sculpteur du deuxième groupe laethemois. Il sculptera plus tard, dans le style expressionniste flamand, le monument à Peter Benoit. La même année Jules De Sutter peint une Nature morte.
En 1932, Albert Claeys s'installe à Deurle. La même année et en 1934, Arie Van der Giessen fait une escale prolongée à Laethem : il optera bien vite pour l'expressionnisme. En 1938, Jozef Cantré entreprend le Monument à Édouard Anseele destiné à la ville de Gand ; Armand Vanderlick peint Les dunes.
Armand Vanderlick peint en 1947 Jeune femme au chapeau puis, en 1951, Le chapeau à plumes et La femme au chemisier, en 1954, une Nature morte et en 1957, Nature morte avec carafe jaune ; Hubert Malfait peint plusieurs tableaux de caractère expressionniste représentant des cavaliers.
Albert Saverys peint Dégel en 1959. En 1961, le peintre Maurice Schelck (1907-1978) s'installe à Deurle ; abandonnant sa manière non figurative, il exécute des toiles de caractère expressionniste et inspirées par la région de la Lys. Le jeune peintre Fons Roggeman (1939- ) s'installe à Laethem dans une maisonnette sise en plein champ.
En 1962, Armand Vanderlick peint Nature morte à l'éventail ; Hubert Malfait peint Les sarcleurs et La chèvre ; Fons Roggeman peint un Autoportrait. L'année suivante, Hubert Malfait peint Promenade ou Les cavaliers.
Maurice Schelck peint Nature morte devant la fenêtre en 1964 et en 1967, Armand Vanderlick, Parc et statue.

## Quatrième groupe
Vers 1965, des artistes néo ou postimpressionnistes s'installent de nouveau à Laethem-Saint-Martin pour perpétuer la légende : Antoon Catrie (1924-1977), Vic Dooms (1912-1994), Luc-Peter Crombé (1920-2005), Hans Kitslaar (1944- ), Joe Van Rossem (1940-2004), Chris Pots (1929-1981), Martin Wallaert (1944- ), Jef Wauters (1927-2013), Lea Vanderstraeten (nl) (1929- ).